# Jon Izagirre
Jon Izagirre Insausti (født 4. februar 1989) er en spansk professionel cykelrytter, der kører for WorldTour-holdet Cofidis. Han vil af og til stå opført som Ion Izagirre, hvilket skyldes hans baskiske baggrund. Her er både Jon og Ion nemlig relateret til den baskiske udgave af navnet John.
Jon Izagirre startede sin professionelle karriere hos Euskaltel-Euskadi, efter at have kørt som ungdomsrytter hos Orbea. Her fik momentvist vist sit talent, og det var blandt andet i 2012, mens han kørte i de orange klæder, at han hentede karrierens til dato største sejr, nemlig sejren på 16. etape af Giro d’Italia. Sidenhen har han fået flere respektable placeringer i diverse løb, herunder blandt andet en andenplads i etapeløbet Polen Rundt i 2013.
Jon Izagirre skiftede til Movistar Team før 2014-sæsonen, hvor også hans bror, Gorka Izagirre, kører. I løbet af sæsonen lykkedes det Jon Izagirre at blive spansk mester, da han besejrede holdkammeraten Alejandro Valverde i spurten om sejren.

## Palmarès
2006
Nr. 3, Spanske junior cykelcross mesterskaber
2008
Nr. 1, Gipuzkoa ITT
Nr. 3, Nationale U23-mesterskaber, linjeløb
2009
Nr. 1, De baskiske U23 cykelcrossmesterskaber
Nr. 1, Memorial Angel Mantecon
Nr. 1, 4. etape, Bizkaiko Bira
Nr. 5 Samlet, Bidasoa Itzulia
2011
Nr. 4, Prueba Villafranca de Ordizia
2012
Nr. 1, Etape 2b (ITT), Vuelta a Asturias
Nr. 1, 16. etape, Giro d'Italia
Nr. 3, Les Boucles du Sud Ardèche
2013
Nr. 2, De spanske mesterskaber, linjeløb
Nr. 2, Polen Rundt
Nr. 4, Tour Down Under
Nr. 9, Grand Prix Cycliste de Montréal
2014
Nr. 1, De spanske mesterskaber, linjeløb
Nr. 2, De spanske mesterskaber, enkeltstart
2015
Nr. 1 samlet, Polen Rundt
2016
Nr. 1, GP Miguel Indurain
Nr. 1, Prologen, Romandiet Rundt
Nr. 1, De spanske mesterskaber, enkeltstart
Nr. 1, 20. etape, Tour de France
2019
Nr. 1 samlet, Volta a la Comunitat Valenciana
Nr. 1, 8. etape, Paris-Nice
Nr. 1 samlet, Baskerlandet Rundt
2020
Nr. 1, 6. etape, Vuelta a España
2021
Nr. 1, De spanske mesterskaber, enkeltstart
Nr. 1, 4. etape, Baskerlandet Rundt
2022
Nr. 1, 6. etape, Baskerlandet Rundt
2023
Nr. 1, GP Miguel Indurain
Nr. 1, 12. etape, Tour de France